# В СРСР сексу немає
«В СРСР сексу немає» — крилата фраза, джерелом якої послужило висловлювання однієї з радянських учасниць телемосту Ленінград — Бостон («Жінки говорять з жінками»), що був записаний  28 червня та вийшов в ефір 17 липня 1986 року.

## Історія виникнення фрази
У 1986 році телеведучі Володимир Познер і Філ Донаг'ю організували один з перших радянсько-американських телемостів, який режисирував Володимир Мукусєв. Під час спілкування американська учасниця телемосту поставила таке запитання:

...У нас в телерекламі усе крутиться навколо сексу. Чи є у вас така телереклама?
Оригінальний текст (рос.)
…У нас в телерекламе всё крутится вокруг секса. Есть ли у вас такая телереклама?

Радянська учасниця Людмила Миколаївна Іванова (того часу — адміністраторка готелю «Ленінград» і представниця громадської організації «Комітет радянських жінок») відповіла

 Ну, сексу в нас...(сміх) сексу в нас немає, і ми категорично проти цього!
Оригінальний текст (рос.)
Ну, секса у нас… (смешок) секса у нас нет, и мы категорически против этого!

Після цього аудиторія розсміялася, і якась з радянських учасниць уточнила:

Секс у нас є, у нас нема реклами!
Оригінальний текст (рос.)
Секс у нас есть, у нас нет рекламы!

У побут увійшла перекручена і вирвана з контексту частина фрази: «В СРСР сексу немає».

## Фраза в культурі
Фраза «В СРСР сексу немає» широко використовується в Росії для посилань на святенництво і антисексуальність радянської культури, табуйованість публічного згадування тем, пов'язаних з сексом. З іншого боку, очевидна абсурдність фрази дозволяє використовувати її і в інших контекстах — при вказівках на необ'єктивність і міфологізацію сучасних описів радянської дійсності.
- Герой Олександра Ширвіндта у трагікомедії Ельдара Рязанова «Забута мелодія для флейти» (1987), виправдовуючись перед начальством за творчість неформальних художників, вимовляє фразу «Сексу немає...».
- Фраза «Сексу у нас немає!» кілька разів звучить у радянсько-польському фільмі "Дежа Вю" (1988).
- Цією фразою навіяна назва російської телевізійної мелодрами 2004 року «Союз без сексу», що розповідає про радянську епоху.

## Цитати
- Сама Іванова в 2004 році в інтерв'ю газеті «Комсомольская правда»[4] виклала історію походження цієї фрази невірно:

Загалом, почався телеміст, і одна американка говорить: «так ви через війну в Афганістані взагалі повинні перестати займатися сексом з вашими чоловіками – тоді вони не підуть воювати». І пальцем весь час тикає. Я їй і відповіла: в СРСР сексу немає, а є кохання. І ви під час війни у В'єтнамі теж не переставали спати зі своїми чоловіками.

Але усі запам'ятали тільки початок фрази. А що, я не маю рації? У нас же справді слово «секс» було майже непристойним. Ми завжди займалися не сексом, а коханням. Ось це я і мала на увазі.
Оригінальний текст (рос.)
В общем, начался телемост, и одна американка говорит: да вы из-за войны в Афганистане вообще должны перестать заниматься сексом с вашими мужчинами — тогда они не пойдут воевать. И пальцем всё время тычет. Я ей и ответила: в СССР секса нет, а есть любовь. И вы во время войны во Вьетнаме тоже не переставали спать со своими мужчинами.
Но все запомнили только начало фразы. А что, я не права? У нас же действительно слово «секс» было почти неприличным. Мы всегда занимались не сексом, а любовью. Вот это я и имела в виду.

- Те, що Іванова закінчила фразу словами «У нас є кохання», публічно підтвердив режисер телемосту Володимир Мукусєв[5]:

... Людмила вимовила: «Сексу у нас немає, і ми категорично проти цього», – після цього пролунав сміх та оплески в обох студіях і заглушили закінчення фрази: «У нас є кохання».
Коли я монтував програму, Людмила Іванова зателефонувала мені прямо в апаратну і попросила вирізати цю фразу. Збентеження і тривога звучали у її голосі. Я встав перед дилемою. З одного боку, я розумів, що у Людмили після виходу передачі в ефір можуть виникнути проблеми з її рідними і близькими і просто зі сторонніми людьми. Вона може стати героїнею анекдотів. З іншого боку, ... прибирати з передачі те, що точно об'єднало обидві студії, – гумор, я вважав неможливим. Я залишив цю «історичну» фразу, хоча і накликав на себе гнів її авторки.
Оригінальний текст (рос.)
…Людмила произнесла: «Секса у нас нет, и мы категорически против этого», — после чего грянули смех и аплодисменты в обеих студиях и заглушили окончание фразы: «У нас есть любовь».
Когда я монтировал программу, Людмила Иванова позвонила мне прямо в аппаратную и попросила вырезать эту фразу. Смущение и тревога звучали в её голосе. Я встал пред дилеммой. С одной стороны, я понимал, что у Людмилы после выхода передачи в эфир могут возникнуть проблемы с её родными и близкими и просто с посторонними людьми. Она может стать героиней анекдотов. С другой стороны, … убирать из передачи то, что точно объединило обе студии, — юмор, я посчитал невозможным. Я оставил эту «историческую» фразу, хотя и навлёк на себя гнев её автора.